# Гай-Шарапино
Гай-Шарапино — посёлок в Белинском районе Пензенской области России. Входит в состав Камынинского сельсовета.

## География
Расположен в 8 км к юго-востоку от села Камынино, на левом берегу реки Большой Чембар.

## Население
| 2010 |
| ---- |
| 4    |

## История
Основан в 1-й четверти XX века. С 1923 по 2010 год в составе Верхнеполянского сельсовета.